# Simon Burnett
Simon Andrew Burnett (Oxford, 14 de abril de 1983) es un deportista británico que compitió en natación.
Ganó dos medallas en el Campeonato Europeo de Natación de 2006, plata en 4 × 200 m libre y bronce en 4 × 100 m estilos.
Participó en tres Juegos Olímpicos de Verano, entre los años 2004 y 2012, ocupando el cuarto lugar en Atenas 2004 (4 × 200 m libre) y el sexto en Pekín 2008 (4 × 100 m estilos).

## Palmarés internacional
| Campeonato Europeo | Campeonato Europeo | Campeonato Europeo | Campeonato Europeo |
| Año                | Lugar              | Medalla            | Prueba             |
| ------------------ | ------------------ | ------------------ | ------------------ |
| 2006               | Budapest (Hungría) | Medalla de plata   | 4 × 200 m libre    |
| 2006               | Budapest (Hungría) | Medalla de bronce  | 4 × 100 m estilos  |